# Raków (Trzebnica)
Pour les articles homonymes, voir Raków.
Raków est une localité polonaise de la gmina d'Oborniki Śląskie, située dans le powiat de Trzebnica en voïvodie de Basse-Silésie.